# شهرستان اندیمشک
اندیمِشک شهرستانی در شمال استان خوزستان است که مرکز آن، شهر اندیمشک می‌باشد. اندیمشک با داشتن ۴ نیروگاه سیکل ترکیبی و سدهای سد دز کرخه و بالارود یکی از مهم‌ترین پایگاه‌های تولید انرژی کشور محسوب می‌شود. راه‌آهن این شهر به عنوان مرکز راه‌آهن زاگرس و از نقاط حساس راه‌آهن تهران-جنوب به‌شمار می‌آید. مردم اندیمشک از قوم لر و از ایل بالاگریوه هستند. .
این شهرستان درسال ۱۳۵۹ به همراه شوش از شهرستان دزفول جدا شد.
درسال ۱۳۵۹ شهرهای اندیمشک و شوش با جدایی از دزفول تشکیل شهرستانی جدید را دادند و در سال ۱۳۶۸ نیز دو شهرستان شوش و اندیمشک از هم جدا شدند

## پیشینهٔ نام
واژه اندیمشک برگرفته از نام کهن اندامیشن بوده که روزگاری به شهر دزفول کنونی اطلاق می‌شد.
در سال ۱۳۰۵ این نام به پیشنهاد فرهنگستان زبان و ادب فارسی به قلعه صالح آباد اطلاق شد و این منطقه در تقسیم‌بندی کشوری به شهر تبدیل شد.

## مناطق تفریحی
نیروگاه کرخه_پارک فدک_جاده مهرزیل_پلاژ سد دز - قلعه مختار-چم گلک-جاده سد کرخه - پارک فدک-منگره -شاهزاده احمد-پل صیحه (آباره عباس خان)
سد و نیروگاه کرخه اندیمشک
سد کرخه یکی از بزرگ‌ترین سدهای خاکی دنیا و بزرگ‌ترین سد خاکی ایران و خاورمیانه است که بر روی رودخانه کرخه در ۲۲ کیلومتری شمال غربی شهرستان اندیمشک در استان خوزستان ساخته شده است. کرخه با تاجی به طول ۳۰۳۰ متر و ارتفاع ۱۲۷ متر از لحاظ حجم بدنه بزرگ‌ترین سد تاریخ ایران است و با حجم مخزنی به میزان ۷ میلیارد و ۳۰۰ میلیون مترمکعب، بزرگ‌ترین دریاچه مصنوعی ایران را پدیدآورده است.[۱۷] عملیات اجرایی این سد در سال ۱۳۷۰ آغاز و در سال ۱۳۸۰ به پایان رسیده است. متوسط تولید انرژی سالیانه این نیروگاه روزمینی ۹۳۴ میلیون کیلووات ساعت است. نیروگاه این سد با ظرفیت ۴۰۰ مگاوات از زمان بهره‌برداری در سال ۱۳۸۱ تا پایان سال ۱۳۸۷ توانسته بیش از ۴۹۴۱ میلیون کیلووات ساعت برق تولید کند.[۱۸]
سد و نیروگاه بالارود
این مجموعه که در فاصله ۲۳ کیلومتری شمال اندیمشک بر روی رودخانه بالارود  درحال احداث می‌باشد ارتفاع آن ۸۰ متر و طول تاج آن ۱۰۵۰ متر است که مخزن آن امکان ذخیره ۱۳۱ میلیون متر مکعب آب را دارد که ضمن کنترل سیلاب‌های فصلی و تأمین آب سیزده هزار هکتار از اراضی کشاورزی پائین دست و در طول سال نیز یازده گیگا وات برق تولید و وارد شبکه سراسری خواهد کرد.[۱۹]

## ساختار زیربنایی
وجود سه سد بزرگ و شناخته شدهٔ سد کرخه و سد دز و بالارود در این شهرستان مقصد بسیار خوبی را برای گردشگران و توریست‌ها فراهم ساخته است. سد کرخه در بیست و چهار کیلومتری شمال غربی این شهرستان واقع شده‌اند که برق مصرفی مناطق زیادی از استان و کشور را تأمین می‌کنند و همچنین سد دز در فاصله ۲۳ کیلومتری شمال اندیمشک بر روی رودخانه دز احداث شده. علاوه بر این دسترسی به آب شیرین سرچشمه‌های دریاچه دز باعث شده که این شهرستان یکی از بهترین آب‌های آشامیدنی کشور را دارا باشد.

## موقعیت جغرافیایی
شهرستان اندیمشک از شمال با استان لرستان و غرب با استان ایلام و از جنوب با شهر شوش و از شرق با شهر دزفول همجوار است. طول جغرافیایی اندیمشک در شمال ۴۸ درجه و ۲۲ دقیقه خاوری نسبت به نصف النهار گرینویچ و عرض آن ۳۲ درجه و ۲۹ دقیقه شمالی نسبت به خط استوا و مسافت ۷۳۰ کیلومتر جاده آسفالته تا تهران است. آزادراه اندیمشک-خرم‌آباد یکی از مهم‌ترین راه‌های ترانزیت بار و مسافر در کشور محسوب می‌شود.

## موقعیت اقتصادی
شهرستان اندیمشک دارای موقعیت استراتژیک ویژه، زمین‌های خوب کشاورزی، معادن نفت، گاز، سیلیس، گچ، ماسه، آهک و سنگ آهن و جاده ترانزیتی آسفالته و خط راه‌آهن سراسری، اندیمشک به تهران_که خوزستان را به مرکز و شمال شرقی ایران پیوند می‌دهد_داشتن سدهای بزرگ مانند سد کرخه و سد بالارود دراندیمشک که بر ارزش این شهرستان افزوده‌اند و بخش بزرگی از نیروی برق استان و کشور و نیز آبیاری زمین‌های کشاورزی شمال خوزستان را تأمین می‌کند

## تقسیم‌بندی کشوری
تقسیم‌بندی کشوری این شهرستان، بر اساس آنچه در نتایج آمارگیری سرشماری سال ۱۳۹۵ کل کشور آمده است، بر حسب بخش، شهر، دهستان و روستا به شرح زیر است:
تا سال ۱۳۵۹ شهرهای اندیمشک و شوش بخشی از شهرستان دزفول بودند که در این سال از شهرستان دزفول جدا شدند و تشکیل شهرستانی جدید را دادند و در سال ۱۳۶۸ نیز دو شهرستان شوش و اندیمشک از هم جدا شدند.

### بخش‌ها
- بخش الوار گرمسیری
- بخش مرکزی شهرستان اندیمشک

### شهرها
- اندیمشک
- آزادی
- حسینیه
- بیدروبه
- چم گلک

### دهستان‌ها
- دهستان حسینیه
- دهستان حومه
- دهستان قیلاب(چول (اندیمشک)، جوروند، محمودعلی، سرتاف، دره گایلان، ده دره، سرخکان (اندیمشک)، جااردو، خشاب(اندیمشک)، پیروالی و…)
- دهستان مازو